# Pinsà rosat del Caucas
El pinsà rosat del Caucas o pinsà rosat gros (Carpodacus rubicilla) és una espècie d'ocell de la família dels fringíl·lids (Fringillidae) que habita zones alpines i arbustives de la serralada del Caucas.